# Jungfernkopf
Jungfernkopf, Kassel-Jungfernkopf – okręg administracyjny Kassel, w Niemczech, w kraju związkowym Hesja. W grudniu 2015 roku okręg zamieszkiwało 3879 mieszkańców.